# Le Petit-Fougeray
Petit-Fougeray (bret. Felgerieg-Vihan) – miejscowość i gmina we Francji, w regionie Bretania, w departamencie Ille-et-Vilaine.
Według danych na rok 1990 gminę zamieszkiwało 387 osób, a gęstość zaludnienia wynosiła 43 osoby/km² (wśród 1269 gmin Bretanii Petit-Fougeray plasuje się na 895. miejscu pod względem liczby ludności, natomiast pod względem powierzchni na miejscu 875.).